# 山本隆夫 (パティシエ)
山本 隆夫（やまもと たかお、1972年7月10日 - ）は、日本のパティシエ、経営者。滋賀県八日市市出身。血液型はA型。全国で24店舗を構える「CLUB HARIE」（クラブハリエ）のグランシェフであり、代表取締役。また洋菓子の世界大会である「ワールド・ペーストリー・チームチャンピオンシップ」では日本代表のキャプテンとして出場し優勝の他、「クープ・ド・モンド・ドゥ・ラ・パティスリー」では準優勝の実績を持つ。

## 略歴・人物
1972年 滋賀県近江八幡市の和菓子屋たねやの次男として八日市市に生まれる。
1991年 株式会社たねや入社
1995年 洋菓子店レザンジュ(鎌倉)で修行を重ねる。
1996年 株式会社クラブハリエ役員に就任
1999年 バームクーヘン専門店「B-studio 梅田阪神店」を阪神百貨店（梅田本店）にオープン
2002年 株式会社クラブハリエ 常務取締役グランシェフに就任
2003年 株式会社クラブハリエ 専務取締役グランシェフに就任
2010年 滋賀県彦根市にパン専門店「ジュブリルタン」をオープン
2011年 株式会社クラブハリエ 代表取締役社長に就任
2014年 東京・日本橋にフランス菓子専門店「オクシタニアル」をオープン
2015年 滋賀県近江八幡市に「ラ コリーナ近江八幡」をオープン
2020年 東京駅一番街（東京ギフトパレット）にエコをコンセプトにした「CLUB HARIE e-challenge」をオープン
2021年 羽田空港（第2ターミナル 2F 金の翼）に「CLUB HARIE 羽田空港店」をオープン
、千葉県・イクスピアリ（2階トレイル＆トラック）に「CLUB HARIE 舞浜イクスピアリ店」をオープン
2023年 「ラ コリーナ近江八幡」内に「バームファクトリー」をオープン

## 肩書
- 全日本洋菓子協会理事
- 内海会理事
- 全日本洋菓子工業会常任理事

## 賞歴
- 2004年：「2004ジャパンケーキショー東京」チョコレート工芸菓子部門 連合会会長賞
- 2009年：「第５回 WPTC日本代表選考会 チョコレートピエス部門」優勝
- 2010年：「WPTC2010」チームJAPAN  キャプテン・チョコレートピエス担当として出場し優勝
- 2014年：「クープ・ド・モンド・ドゥ・ラ・パティスリー 2015日本予選決勝大会」アントルメ・グラッセ／氷彫刻C部門 2位
- 2016年：「クープ・ド・モンド・ドゥ・ラ・パティスリー 2017日本予選決勝大会」アントルメ・グラッセ／氷彫刻C部門 優勝
- 2017年：「クープ・ド・モンド・ドゥ・ラ・パティスリー 2017」キャプテン、アントルメ・グラッセ／氷彫刻担当として出場し準優勝
- 2021年：「一般社団法人 日本食生活文化財団」が実施している顕彰「食生活文化賞」受賞

## メディア出演

### テレビ
- 秘密のケンミンSHOW（日本テレビ）
- ZIP!（日本テレビ）
- ヒルナンデス（日本テレビ）
- 水野真紀の魔法のレストラン（毎日放送）
- かんさい情報ネットten.（読売テレビ）
- ソロモン流（テレビ東京）
- トリハダ（秘）スクープ映像100科ジテン（テレビ朝日）